# St. Peter und Paul (Münsterhausen)

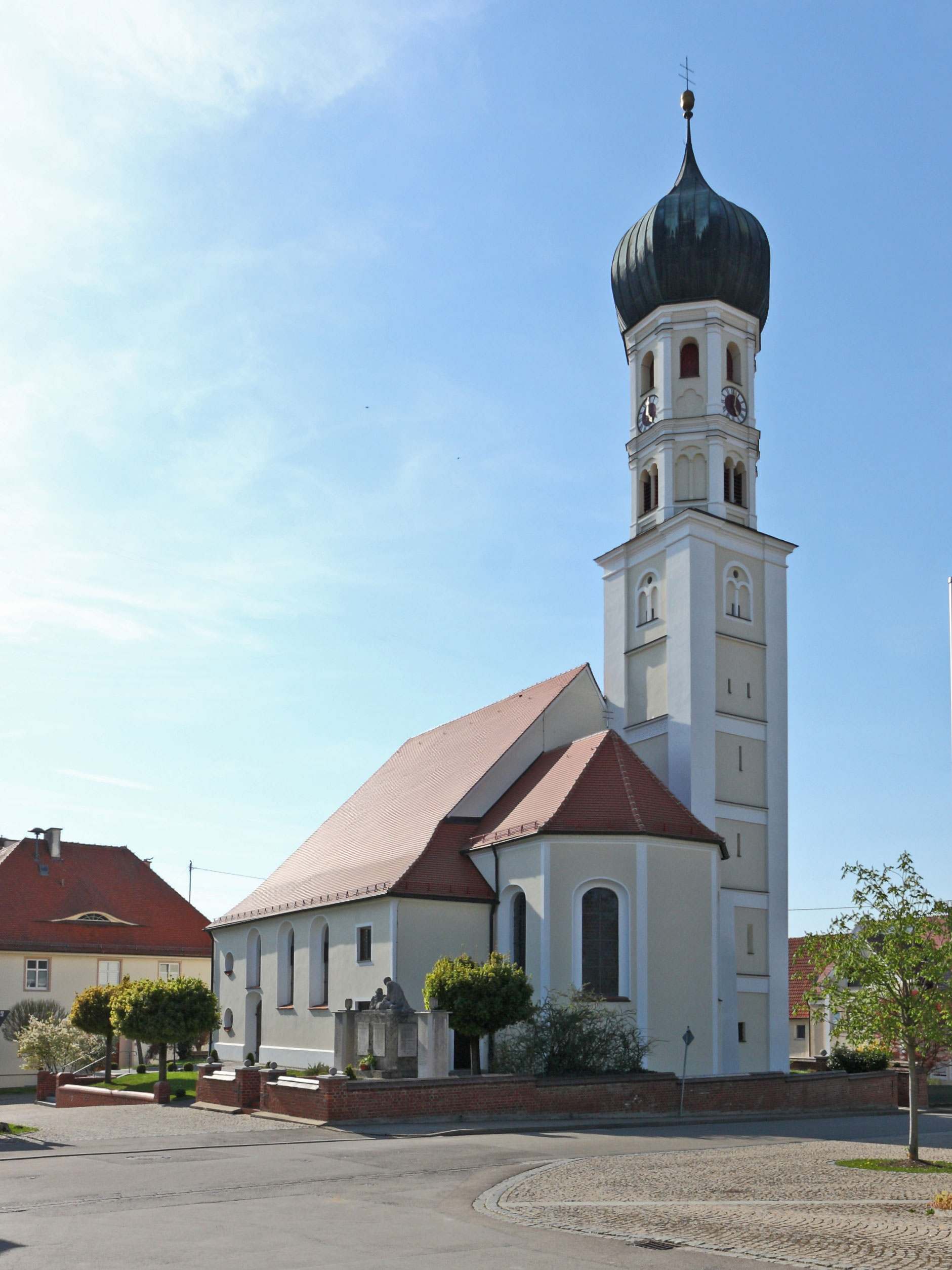
St. Peter und Paul in Münsterhausen

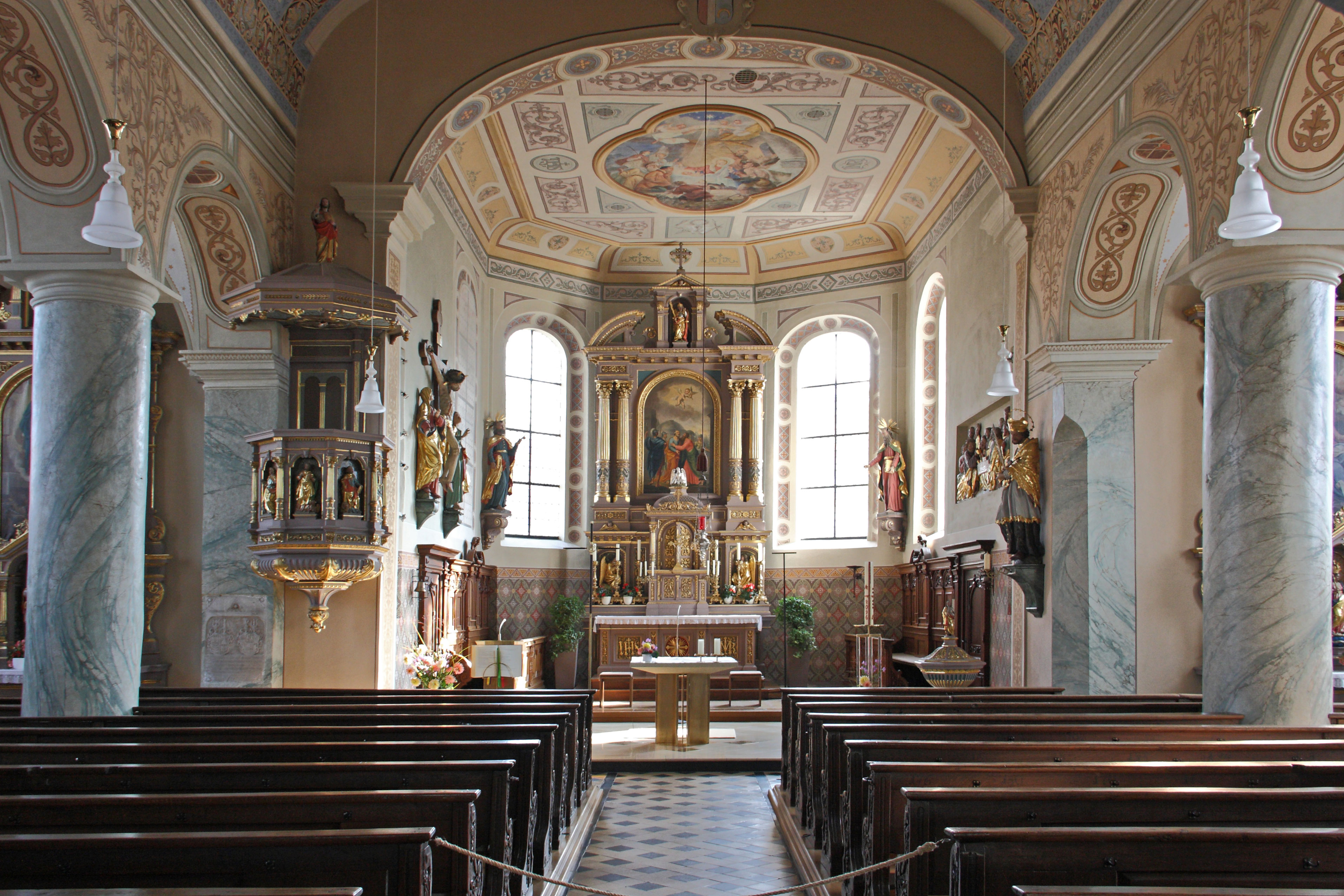
Innenraum

St. Peter und Paul ist die römisch-katholische Pfarrkirche in Münsterhausen, einem Markt im schwäbischen Landkreis Günzburg in Bayern. Das denkmalgeschützte Bauwerk ist in der Liste der Baudenkmäler in Münsterhausen unter der Nr. D-7-74-160-5 eingetragen. Die Pfarrei gehört zum Dekanat Günzburg des Bistums Augsburg.

## Beschreibung
Die im Kern in der zweiten Hälfte des 16. Jahrhunderts gebaute Pseudobasilika wurde 1795/96 klassizistisch und 1894 neobarock umgestaltet. Sie besteht aus einem Langhaus aus einem Mittelschiff und zwei Seitenschiffen, einem eingezogenen, dreiseitig geschlossenen Chor im Osten und einem Chorflankenturm auf quadratischem Grundriss an dessen Nordwand. Der Chorflankenturm wurde mit zwei achteckigen Geschossen mit Pilastern an den Ecken aufgestockt, die den Glockenstuhl und die Turmuhr beherbergen, und mit einer Zwiebelhaube bedeckt. Der Innenraum des Mittelschiffs ist mit einem flachen Tonnengewölbe überspannt, die vier Joche der Seitenschiffe mit Kreuzgratgewölben, der des Chors mit einer Flachdecke. Der Hochaltar wurde 1796 gebaut. Das Bild einer Anna selbdritt wird Christoph Rodt zugeschrieben. Die Orgel mit 21 Registern, zwei Manualen und einem Pedal wurde 1996 von Siegfried Schmid gebaut.